# Psilocurus caudatus
Psilocurus caudatus là một loài ruồi trong họ Asilidae. Psilocurus caudatus được Williston miêu tả năm 1901. Loài này phân bố ở vùng Tân nhiệt đới.